# Bright Star
Bright Star, alternative Langtitel Bright Star – Meine Liebe. Ewig oder Bright Star – Die erste Liebe strahlt am hellsten, ist ein Melodram von Jane Campion aus dem Jahr 2009. Es entstand in britischer, französischer und australischer Co-Produktion. Der Film erzählt von den letzten Jahren im Leben des Dichters John Keats; der Film beruht auf wahren Begebenheiten.

## Handlung
Das Jahr 1818: Fanny Brawne ist eine junge Schneiderin, die mit ihrer Mutter und ihren jüngeren Geschwistern Toots und Samuel zusammenlebt. Sie ist stolz auf ihre Fertigkeiten im Nähen und Sticken und verachtet daher den Literaten Mr. Brown, der ihre Arbeit nicht zu schätzen weiß. Brown ist der Mentor und Förderer des begabten Dichters John Keats, dem er eine Unterkunft in einer Londoner Doppelhaushälfte bietet und dort die nötige Ruhe zum Schreiben verschafft. Ein erstes Zusammentreffen von Keats und Fanny unterbricht Brown nach kurzer Zeit. Fanny kann mit Poesie wenig anfangen und ist daher kein guter Gesprächspartner für Keats. Sie kauft jedoch sein letztes Gedicht Endymion, das sich als Ladenhüter entpuppt hatte. Zwar findet sie große Teile des Gedichtes nicht ansprechend, den Anfang hingegen meisterhaft. Sie bittet Keats, der Weihnachten bei den Brawnes verbringt, sie in Poesie zu unterrichten. Für Keats ist die Gesellschaft von Fanny auch Ablenkung vom Tod seines Bruders Tom, der an Tuberkulose verstorben ist.
Brown belächelt die Poesiestunden und auch Keats erkennt bald, dass Poesie nichts ist, was man erklären kann. Fanny wiederum beginnt, zahlreiche Werke zu lesen. Auch wenn sie Geoffrey Chaucer nicht kennt, obwohl sie vor Brown behauptet, sein gesamtes Werk gelesen zu haben, kann sie doch bald zahlreiche Gedichte von Keats auswendig. Brown jedoch warnt Keats vor Fanny, werde sie doch seine Kunst zum Erliegen bringen. Auch Fannys Mutter ist gegen eine Verbindung, denn Keats ist vollkommen mittellos.
Den Sommer verbringen die Brawnes neben Brown und Keats im selben Haus, sie haben die andere Doppelhaushälfte für mehrere Monate gemietet. Bald jedoch verreisen Keats und Brown für unbestimmte Zeit, da Keats schreiben muss, um Geld zu verdienen. Er ist bei der Abreise bereit, sich dem Willen von Mrs. Brawne zu beugen und auf Fanny aus gesellschaftlichen Gründen zu verzichten. Beide bleiben jedoch in engem Briefkontakt. Als Keats zurückkehrt, werden Fanny und er auch gegen den Willen der Mutter ein Paar. Eines Tages reist Keats ohne Mantel nach London, gerät in ein Gewitter und muss die Rückreise auf der Außenbank einer Kutsche absolvieren. Er erreicht Browns Haus durchfroren und ist fast unfähig zu gehen. In der nächsten Zeit muss er das Bett hüten und spuckt Blut. Sein Zustand bessert sich auch in den nächsten Wochen kaum.
Das Dienstmädchen der Brawnes, Abigail, ist von Brown schwanger. Er übernimmt Verantwortung für das Kind, kann nun jedoch nicht mehr Keats mitfinanzieren. Der zieht in eine kleine Wohnung am Rand von London. Die zugige, nasse Umgebung verschlechtert Keats’ Gesundheitszustand noch und so entschließen sich zahlreiche Freunde, ihn nach Italien zu schicken. Fanny bricht in Tränen aus, als sie es hört, und auch Keats weiß, dass er nie wieder zu ihr zurückkommen wird. Beide verbringen den Vorabend der Abreise gemeinsam und Mrs. Brawne stimmt am Ende einer Hochzeit zu, wenn Keats aus Italien zurückkehrt, war sein neustes Buch doch ein kleiner Erfolg. Am Tag der Abreise sprechen Keats und Fanny nicht miteinander. Keats reist mit seinem Freund Joseph Severn nach Italien. Brown überbringt den Brawnes einige Monate später die Nachricht vom Tod Keats’, der wie sein Bruder an Tuberkulose verstorben ist. Fanny bricht zusammen. Später näht sie sich ein schwarzes Trauerkleid und schneidet sich ihre Haare ab. Einsam durchstreift sie die Heidelandschaft, in der sie früher mit Keats zusammen war, und rezitiert dabei Gedichte ihres Verlobten.

## Produktion
Bright Star schildert das Leben von John Keats und seine Liebe zu Fanny Brawne. Als Grundlage diente dabei die Biografie Keats von Andrew Motion, der bei den Dreharbeiten auch als Berater fungierte. Der Film wurde in neun Wochen von April bis Mai 2008 in und um Hyde Haus in Hyde, Bedfordshire, gedreht. Auf der Piazza di Spagna in Rom wurde zudem einen Tag lang die Beerdigungsszene gedreht.
Bright Star erlebte seine Premiere am 15. Mai 2009 auf den Internationalen Filmfestspielen von Cannes und kam am 24. Dezember 2009 in die deutschen Kinos. Im Juni 2010 erschien der Film auf DVD.

## Kritik
„Gelegentlich wird die durch Gedichte strukturierte Handlung durch eine allzu betont kunstvolle Bildmetaphorik überhöht, jedoch findet der Film nicht zuletzt dank seiner überzeugenden Hauptdarstellerin immer wieder zu intensiven Momenten zurück“, befand der film-dienst. Cinema nannte den Film „subtil und poetisch“ und bezeichnete ihn als „bittersüße Ode an die Schönheit und den Schmerz einer unerfüllten Liebe“. Der Spiegel nannte Bright Star eine „dunkle Ode an die Sehnsucht“; der Film „betört […] durch elegant fotografierte Bilder von lichter Schönheit“. Critic.de meinte, dass „Landschaften und Jahreszeiten die Stimmungen und Entwicklungen der Protagonisten“ widerspiegeln. Bis auf einige „etwas zu plump geratene Szenen“, fließe Keats’ Poesie „beiläufig und unaufdringlich in die Handlung ein“.

## Auszeichnungen
Auf den Internationalen Filmfestspielen von Cannes 2009 lief der Film im Wettbewerb um die Goldene Palme. Er wurde im selben Jahr für vier Satellite Awards nominiert und erhielt zwei CFCA-Award-Nominierungen. Greig Fraser gewann einen British Independent Film Award in der Kategorie Beste Technik; der Film war für drei weitere British Independent Film Awards nominiert.
Janet Patterson war 2010 für einen Oscar in der Kategorie Bestes Kostümdesign nominiert, konnte sich jedoch nicht gegen Sandy Powell (The Young Victoria) durchsetzen. Der Film gewann 2010 drei AFI Awards und war für acht weitere nominiert. Janet Patterson erhielt eine BAFTA-Nominierung in der Kategorie Beste Kostüme.
Im Jahr 2011 erhielt der Film eine César-Nominierung in der Kategorie Bester ausländischer Film.